# 乔天明
乔天明（1949年—），四川绵竹人，汉族，中华人民共和国政治人物、第十一届全国人民代表大会四川地区代表。
毕业于中央党校经济管理专业，是中共党员。担任剑南春集团公司董事长兼总经理。2008年起担任全国人大代表。
2003年，乔天明为谋取不正当利益，在2006年至2012年之间给予国家工作人员财物共计38万元。改制期间，乔天明伙同他人通过伪造财务资料等方式隐匿了近2.64亿元应归改制后的剑南春集团所有。2023年3月24日，乐山市中级人民法院公开宣判乔天明行贿、私分国有资产案，法院对被告人乔天明以行贿罪判处有期徒刑2年、以私分国有资产罪判处有期徒刑4年，并处罚金4亿元，决定执行有期徒刑5年，并处罚金4亿元；私分国有资产及其相应收益予以追缴，返还四川省绵竹市政府。
2023年6月，乔天明被强制执行18.6亿元人民币，执行法院为乐山市中级人民法院。